# Johanna Larsson
Johanna Larsson (Boden, 17 d'agost de 1988) és una extennista professional sueca.
En el seu palmarès hi ha dos títols individuals i catorze de dobles femenins en el circuit WTA, que li van permetre arribar als llocs 46è i 20è dels rànquings respectius. En categoria de dobles va arribar a classificar-se per la final les WTA Finals l'any 2017 junt a Kiki Bertens. També va formar part de l'equip suec de la Fed Cup amb balanç positiu de victòries. Es va retirar el 28 de febrer de 2020.

## Palmarès

### Individual: 5 (2−3)
| Llegenda                                  |
| ----------------------------------------- |
| Grand Slam (0−0)                          |
| WTA Tour Championships / WTA Finals (0−0) |
| Premier Mandatory (0−0)                   |
| Premier 5 (0−0)                           |
| Premier (0−0)                             |
| International (2−3)                       |

| Títols per superfície |
| --------------------- |
| Dura (0−1)            |
| Gespa (0−0)           |
| Terra batuda (2−2)    |

| Resultat   | Núm. | Data                 | Torneig             | Superfície   | Oponent          | Marcador    |
| ---------- | ---- | -------------------- | ------------------- | ------------ | ---------------- | ----------- |
| Finalista  | 1.   | 25 de juliol de 2010 | Portorož, Eslovènia | Dura         | Anna Txakvetadze | 1−6, 2−6    |
| Finalista  | 2.   | 10 de juliol de 2011 | Båstad, Suècia      | Terra batuda | Polona Hercog    | 4−6, 5−7    |
| Finalista  | 3.   | 21 de juliol de 2013 | Båstad (2)          | Terra batuda | Serena Williams  | 4−6, 1−6    |
| Guanyadora | 1.   | 19 de juliol de 2015 | Båstad              | Terra batuda | Mona Barthel     | 6−3, 7−6(2) |
| Guanyadora | 2.   | 26 de maig de 2018   | Nuremberg, Alemanya | Terra batuda | Alison Riske     | 7−6(4), 6−4 |

### Dobles femenins: 23 (14−9)
| Llegenda                |
| ----------------------- |
| Grand Slam (0−0)        |
| WTA Finals (0−1)        |
| Premier Mandatory (0−0) |
| Premier 5 (0−0)         |
| Premier (0−0)           |
| International (14−8)    |

| Títols per superfície |
| --------------------- |
| Dura (10−6)           |
| Gespa (1−0)           |
| Terra batuda (3−3)    |

| Resultat   | Núm. | Data                   | Torneig                | Superfície   | Parella            | Oponents                                  | Marcador            |
| ---------- | ---- | ---------------------- | ---------------------- | ------------ | ------------------ | ----------------------------------------- | ------------------- |
| Guanyadora | 1.   | 19 de setembre de 2010 | Quebec, Canadà         | Dura         | Sofia Arvidsson    | B. Mattek-Sands Barbora Strýcová          | 6−1, 2−6, [10−6]    |
| Guanyadora | 2.   | 12 de juny de 2011     | Copenhaguen, Dinamarca | Dura         | Jasmin Wöhr        | Kristina Mladenovic Katarzyna Piter       | 6−3, 6−3            |
| Finalista  | 1.   | 24 de febrer de 2013   | Memphis, Estats Units  | Dura (i)     | Sofia Arvidsson    | Kristina Mladenovic Galina Voskobóieva    | 6−7(5), 3−6         |
| Finalista  | 2.   | 23 de febrer de 2014   | Rio de Janeiro, Brasil | Terra batuda | Chanelle Scheepers | Irina-Camelia Begu María Irigoyen         | 2−6, 0−6            |
| Guanyadora | 3.   | 17 de gener de 2015    | Hobart, Austràlia      | Dura         | Kiki Bertens       | Vitalia Diatchenko Monica Niculescu       | 7−5, 6−3            |
| Guanyadora | 4.   | 19 de juliol de 2015   | Bastad, Suècia         | Terra batuda | Kiki Bertens       | Tatjana Maria Olga Savchuk                | 7−5, 6−4            |
| Finalista  | 3.   | 27 de setembre de 2015 | Seül, Corea del Sud    | Dura         | Kiki Bertens       | Lara Arruabarrena Andreja Klepač          | 6−2, 3−6, [6−10]    |
| Finalista  | 4.   | 27 de febrer de 2016   | Acapulco, Mèxic        | Dura         | Kiki Bertens       | A. Medina Garrigues A. Parra Santonja     | 0−6, 4−6            |
| Guanyadora | 5.   | 21 de maig de 2016     | Nuremberg, Alemanya    | Terra batuda | Kiki Bertens       | Shuko Aoyama Renata Voráčová              | 6−3, 6−4            |
| Guanyadora | 6.   | 29 de setembre de 2016 | Seül                   | Dura         | Kirsten Flipkens   | Akiko Omae Peangtarn Plipuech             | 6−2, 6−3            |
| Guanyadora | 7.   | 16 d'octubre de 2016   | Linz, Àustria          | Dura (i)     | Kiki Bertens       | Anna-Lena Grönefeld Květa Peschke         | 4−6, 6−2, [10−7]    |
| Guanyadora | 8.   | 22 d'octubre de 2016   | Luxemburg, Luxemburg   | Dura (i)     | Kiki Bertens       | Monica Niculescu Patricia Maria Țig       | 4−6, 7−5, [11−9]    |
| Guanyadora | 9.   | 7 de gener de 2017     | Auckland, Nova Zelanda | Dura         | Kiki Bertens       | Demi Schuurs Renata Voráčová              | 6−2, 6−2            |
| Finalista  | 5.   | 28 de maig de 2017     | Nuremberg              | Terra batuda | Kirsten Flipkens   | Nicole Melichar Anna Smith                | 6−3, 3−6, [9−11]    |
| Guanyadora | 10.  | 23 de juliol de 2017   | Gstaad, Suïssa         | Terra batuda | Kiki Bertens       | Viktorija Golubic Nina Stojanovic         | 7−6(4), 4−6, [10−7] |
| Guanyadora | 11.  | 24 de setembre de 2017 | Seül (2)               | Dura         | Kiki Bertens       | Luksika Kumkhum Peangtarn Plipuech        | 6−4, 6−1            |
| Guanyadora | 12.  | 15 d'octubre de 2017   | Linz (2)               | Dura (i)     | Kiki Bertens       | Natela Dzalamidze Xenia Knoll             | 3−6, 6−3, [10−4]    |
| Finalista  | 6.   | 29 d'octubre de 2017   | WTA Finals, Singapur   | Dura (i)     | Kiki Bertens       | Tímea Babos Andrea Hlaváčková             | 6−4, 4−6, [5−10]    |
| Finalista  | 7.   | 25 de febrer de 2018   | Budapest, Hongria      | Dura (i)     | Kirsten Flipkens   | Georgina García Pérez Fanny Stollár       | 6−4, 4−6, [3−10]    |
| Finalista  | 8.   | 26 de maig de 2018     | Nuremberg (2)          | Terra batuda | Kirsten Flipkens   | Demi Schuurs Katarina Srebotnik           | 6−3, 3−6, [7−10]    |
| Guanyadora | 13.  | 14 d'octubre de 2018   | Linz (3)               | Dura (i)     | Kirsten Flipkens   | Raquel Atawo Anna-Lena Grönefeld          | 4−6, 6−4, [10−5]    |
| Finalista  | 9.   | 12 de gener de 2019    | Hobart                 | Dura         | Kirsten Flipkens   | Chan Hao-ching Latisha Chan               | 3−6, 6−3, [6−10]    |
| Guanyadora | 14.  | 23 de juny de 2019     | Mallorca, Espanya      | Gespa        | Kirsten Flipkens   | M.J. Martínez Sánchez Sara Sorribes Tormo | 6−2, 6−4            |

## Trajectòria

### Individual
| Open d'Austràlia | A   | Q1          | A           | 1R          | 1R | 1R          | 1R          | 2R          | 2R | A           | 1R          | 2R          | 1R          | 0 / 9  | 3 – 9  |
| Roland Garros | Q2  | A           | 2R          | 2R          | 1R | 2R          | 3R          | 1R          | 2R | 2R          | 1R          | 2R          | A           | 0 / 10 | 8 – 10 |
| Wimbledon | Q2  | A           | Q1          | 1R          | 1R | 1R          | 1R          | 1R          | 1R | 1R          | 1R          | Q1          | NC          | 0 / 8  | 0 – 8  |
| US Open | Q3  | A           | 1R          | 1R          | 1R | 1R          | 3R          | 1R          | 3R | 1R          | 2R          | 1R          | A           | 0 / 10 | 5 – 10 |
| Jocs Olímpics | A   | No celebrat | No celebrat | No celebrat | A  | No celebrat | No celebrat | No celebrat | 1R | No celebrat | No celebrat | No celebrat | No celebrat | 0 / 1  | 0 – 1  |
| Rànquing a final d'any | 169 | 170         | 68          | 59          | 73 | 83          | 70          | 55          | 51 | 80          | 76          | 217         | –           |        |        |
| Llegenda: G: Guanyadora; F: Finalista; SF: Semifinalista; QF: Quarts de final; Q: Qualificació; A: Absent; RR: Round Robin; |     |             |             |             |    |             |             |             |    |             |             |             |             |        |        |

### Dobles femenins
| Open d'Austràlia | A   | 2R | 1R  | 1R  | A   | QF | 1R | 2R | 1R | 3R | 0 / 8 | 7 – 8  |
| Roland Garros | A   | 2R | 1R  | 1R  | A   | 1R | QF | 3R | 3R | SF | 0 / 9 | 12 – 9 |
| Wimbledon | A   | 1R | 1R  | 1R  | A   | 1R | 2R | 1R | 3R | 2R | 0 / 8 | 4 – 8  |
| US Open | 1R  | 1R | 1R  | 2R  | A   | 3R | 2R | 3R | 2R | 1R | 0 / 9 | 7 – 9  |
| Rànquing a final d'any | 112 | 65 | 276 | 146 | 148 | 36 | 26 | 20 | 40 | 33 |       |        |
| Llegenda: G: Guanyadora; F: Finalista; SF: Semifinalista; QF: Quarts de final; Q: Qualificació; A: Absent; RR: Round Robin; |     |    |     |     |     |    |    |    |    |    |       |        |